# Баница (Костурско)
Вижте пояснителната страница за други значения на Баница.
Баница (на гръцки: Μπάνιτσα) е бивше село в Егейска Македония, Гърция, на територията на дем Костур, област Западна Македония.

## География
Селото е било разположено на около три километра южно от костурското село Дъмбени.

## Етимология на името
Името на селото не е производно на тестеното изделие баница, а на баня.

## История
Село Баница е било малко село, изоставено в размирното време в края на XVIII век при конфликта на Али паша Янински и други албански феодали с централната власт. Част от жителите на Баница основават село Дъмбени, където голяма част от жителите бягат.